# Sinopidonia splendida
Sinopidonia splendida là một loài bọ cánh cứng trong họ Cerambycidae.